# Domancy
Domancy ist eine französische Gemeinde im Département Haute-Savoie in der Region Auvergne-Rhône-Alpes.

## Geographie
Domancy liegt auf 563 m, südöstlich von Sallanches, etwa 52 Kilometer südöstlich der Stadt Genf (Luftlinie). Das Dorf mit Blick auf den Mont Blanc erstreckt sich im Talbecken von Sallanches am südwestlichen Rand des Arvetals, am Aufgang zur Passhöhe von Megève, im südöstlichen Faucigny.
Die Fläche des 7,40 km² großen Gemeindegebiets umfasst einen Abschnitt des oberen Arvetals. Die nördliche Grenze verläuft inmitten der hier rund 2 km breiten Talebene. Von der Ebene erstreckt sich das Gemeindeareal südwärts auf die angrenzenden, relativ sanft geneigten Hänge. Mit 900 m wird am Nordabhang des Mont d’Arbois die höchste Erhebung von Domancy erreicht.
Zu Domancy gehören neben dem eigentlichen Ortskern auch verschiedene Weilersiedlungen und Gehöfte, darunter:
- Séchy (590 m) am südlichen Rand des Arvetals
- Le Coudray (720 m) auf einer Geländeterrasse am südlichen Talhang der Arve
- Vervex (575 m) am südlichen Rand des Arvetals
- La Pallud (575 m) am südlichen Rand des Arvetals

Nachbargemeinden von Domancy sind Passy im Norden, Saint-Gervais-les-Bains im Osten, Combloux im Süden sowie Sallanches im Westen.

## Geschichte
Das Gemeindegebiet von Domancy war schon in vorgeschichtlicher Zeit besiedelt. Erstmals urkundlich erwähnt wird der Ort 1339 unter dem Namen Domensier. Wahrscheinlich geht der Ortsname auf den Personennamen Domantius zurück.

## Sehenswürdigkeiten
Die Dorfkirche Saint-André wurde 1717 im Stil des Barock errichtet und 1985 letztmals umfassend restauriert. Sie besitzt Wandmalereien und eine Holzstatue aus dem 17. Jahrhundert. Ebenfalls aus dem 17. Jahrhundert stammt das Pfarrhaus. Oberhalb des Dorfes steht das Château de la Perche, das 1860 erbaut wurde.
Die Côte de Domancy ist ein berühmter Anstieg im Radsport. Die zweieinhalb Kilometer lange Steigung wird stets mit den UCI-Straßen-Weltmeisterschaften 1980 in Verbindung gebracht, die der Franzose Bernard Hinault für sich entschied.

## Bevölkerung
| Jahr                       | 1962 | 1968 | 1975 | 1982 | 1990 | 1999 |
| Einwohner                  | 920  | 977  | 1033 | 1210 | 1527 | 1710 |
| Quellen: Cassini und INSEE |      |      |      |      |      |      |

Mit 2203 Einwohnern (Stand 1. Januar 2022) gehört Domancy zu den kleineren Gemeinden des Département Haute-Savoie. Seit Beginn der 1970er Jahre wurde eine deutliche Bevölkerungszunahme verzeichnet. Außerhalb des alten Ortskerns und an den Hängen wurden zahlreiche Einfamilienhäuser gebaut.

## Wirtschaft und Infrastruktur
Domancy war bis weit ins 20. Jahrhundert hinein ein vorwiegend durch die Landwirtschaft geprägtes Dorf. Heute gibt es verschiedene Betriebe des Klein- und Mittelgewerbes. Viele Erwerbstätige sind Wegpendler, die in den größeren Ortschaften der Umgebung, vor allem in Sallanches und Cluses, ihrer Arbeit nachgehen.
Die Ortschaft ist verkehrsmäßig gut erschlossen. Domancy liegt an der Hauptstraße N205, die von Annemasse via Cluses nach Chamonix führt. Weitere Straßenverbindungen bestehen mit Combloux und Passy. Der nächste Anschluss an die Autobahn A40 befindet sich in einer Entfernung von rund vier km. Domancy besitzt einen Bahnhof an der durch das Arvetal führenden Bahnstrecke La Roche-sur-Foron–Saint-Gervais.